# Rigoberto Urán
Rigoberto Urán Urán (Urrao, 26 januari 1987) is een Colombiaans voormalige wielrenner.

## Biografie
Rigoberto Urán behoort tot de "gouden vier", oftewel de vier grootste en meest complete wielertalenten uit Colombia van zijn generatie. Van Urán en de andere drie (Nairo Quintana, Carlos Betancur en Sergio Henao) werd verwacht dat ze Colombia een eerste eindzege in de Ronde van Frankrijk zouden bezorgen.
Bij de jeugd won hij vele wedstrijden, zowel op de baan als op de weg. Hij is bovendien de enige renner die tweemaal de Ronde van Colombia voor junioren won. In 2005 had hij grote kans op het wereldkampioenschap tijdrijden bij de junioren, maar twee lekke banden weerhielden hem daarvan: hij strandde op de twaalfde plaats op één minuut en zeventien seconden van Marcel Kittel.
Zijn prestaties bleven echter niet onopgemerkt en verschillende Europese ploegen toonden hun belangstelling; hij koos uiteindelijk voor het Italiaanse Tenax, waar ook zijn vriend Marlon Pérez reed. Na een jaar lijfde Unibet.com hem in voor vier jaar. Zijn jaar begon met visumproblemen, waardoor hij pas in mei in Europa kon komen koersen. Hier won hij vrijwel meteen de tijdrit in de Euskal Bizikleta en een etappe in de Ronde van Zwitserland. In augustus startte Urán in de Ronde van Duitsland. Hij leek in de eerste zware rit op weg met Damiano Cunego naar een mogelijke ritwinst tot het noodlot hem trof en hij in een afdaling de bocht uit vloog nadat zijn remmen blokkeerde en hij met een klap tegen de grond stuiterde. Het bleek einde seizoen voor Urán, maar hij had zoveel indruk gemaakt dat hij aanbiedingen van zeven Pro Tour-ploegen kreeg. Hij koos uiteindelijk voor Caisse d'Epargne, mede omdat hij bovendien zijn vriend Arango mee mocht nemen.
Het wielervoorjaar van 2008 moest Urán noodgedwongen laten schieten, vanwege het herstel van zijn breuken. Hij maakte zijn comeback eind maart in de Ronde van Castilië en León. In de maand mei toonde hij al opnieuw zijn klasse met een sterke prestatie in de bergrit van de Ronde van Romandië, maar in de Ronde van Catalonië deed hij nog beter met een tweede plaats in het eindklassement. Na zijn deelname aan de wegrit op de Olympische Spelen zakte Urán af naar Duitsland waar hij twee keer nipt naast een ritzege greep. Urán rondde zijn seizoen af met een derde plaats in de prestigieuze Ronde van Lombardije.
Vanaf 2011 kwam hij uit voor het Britse Team Sky. Op 28 juli 2012 werd hij tweede op de Olympische wegwedstrijd, achter de Kazak Aleksandr Vinokoerov. In 2013 won hij de tiende etappe van de Ronde van Italië, zijn eerste etappezege in een grote ronde. Hij besloot deze Giro met de tweede plaats in het eindklassement, achter Vincenzo Nibali. Ook reed hij een uitstekend Wereldkampioenschap in het Italiaanse Florence. Toen Nibali in de laatste ronde een aanval plaatste, was hij samen met de latere wereldkampioen Rui Costa en de twee Spanjaarden Joaquim Rodríguez en Alejandro Valverde de enigen die konden volgen. In een natte afdaling verloor Urán echter de controle over zijn fiets en vloog de kant in. Hij zou uiteindelijk als 41ste over de meet komen.
Op 13 juli 2013 bevestigde Patrick Lefevere dat hij een akkoord had bereikt met Urán. Urán zou zo de "eerste" bevestigde aankoop zijn van Omega Pharma-Quick Step. Hij mocht er in tegenstelling tot bij zijn vorige team zijn eigen kansen gaan. Zijn eerste grote doel was de Ronde van Italië 2014 waarin hij wederom tweede werd.
In 2016 ging Urán aan de slag bij het Amerikaanse Cannondale-Drapac. In de Ronde van Italië behaalde Urán een top-10 klassering. In augustus nam Urán deel aan de wegwedstrijd op de Olympische Spelen in Rio de Janeiro, maar reed deze niet uit.

## Palmares

### Overwinningen
2007
4e etappe Clásica Rionegro con Futuro-Aguas de Rionegro
8e etappe Ronde van Zwitserland
2e etappe deel B Euskal Bizikleta
2009
4e etappe Vuelta Gobernacion Norte de Santander
2012
 in de wegwedstrijd op de Olympische Spelen in Londen
4e etappe Ronde van Catalonië
Ronde van Piëmont
2013
2e etappe Ronde van Italië (ploegentijdrit)
10e etappe Ronde van Italië
2014
1e etappe Tirreno-Adriatico (ploegentijdrit)
12e etappe Ronde van Italië (individuele tijdrit)
2015
 Colombiaans kampioen tijdrijden, Elite
Grote Prijs van Quebec
2017
9e etappe Ronde van Frankrijk
Milaan-Turijn
2018
5e etappe Colombia Oro y Paz
3e etappe Ronde van Slovenië
2021
7e etappe Ronde van Zwitserland
2022
17e etappe Ronde van Spanje

### Resultaten in voornaamste wedstrijden
| Jaar | Ronde van Italië | Ronde van Frankrijk | Ronde van Spanje |
| ---- | ---------------- | ------------------- | ---------------- |
| 2007 |                  |                     |                  |
| 2008 |                  |                     |                  |
| 2009 |                  | 52e                 |                  |
| 2010 | 35e              |                     | 31e              |
| 2011 |                  | 24e                 |                  |
| 2012 | 7e               |                     | 29e              |
| 2013 | ↑ (1)            |                     | 27e              |
| 2014 | ↑ (1)            |                     | opgave           |
| 2015 | 14e              | 42e                 |                  |
| 2016 | 7e               |                     |                  |
| 2017 |                  | ↑ (1)               |                  |
| 2018 |                  | opgave              | 7e               |
| 2019 |                  | 7e                  | opgave           |
| 2020 |                  | 8e                  |                  |
| 2021 |                  | 10e                 |                  |
| 2022 |                  | 26e                 | 9e (1)           |
| 2023 | opgave           | 71e                 |                  |
| 2024 |                  |                     | opgave           |

| Jaar | Milaan-San Remo | Amstel Gold Race | Luik-Bast.‑Luik | Ronde van Lombardije | Waalse Pijl | Clásica San Sebastián |  | WK op de weg |  | Wereldranglijsten |
| ---- | --------------- | ---------------- | --------------- | -------------------- | ----------- | --------------------- |  | ------------ |  | ----------------- |
| 2007 |                 |                  |                 |                      |             | 27e                   |  |              |  | 120e (UPT)        |
| 2008 |                 |                  |                 | ↑                    |             |                       |  |              |  | 25e (UPT)         |
| 2009 |                 | opgave           | 103e            | 21e                  | 151e        |                       |  | 101e         |  | 90e (UWK)         |
| 2010 | 81e             |                  |                 | 12e                  |             |                       |  |              |  | 99e (UWK)         |
| 2011 |                 |                  | 5e              | 19e                  | 19e         | 9e                    |  | 135e         |  | 25e (UWT)         |
| 2012 |                 |                  | opgave          | ↑                    | opgave      | 22e                   |  | 23e          |  | 15e (UWT)         |
| 2013 |                 | opgave           | 53e             | opgave               | 22e         |                       |  | 41e          |  | 26e (UWT)         |
| 2014 |                 |                  |                 | opgave               |             |                       |  | 27e          |  | 30e (UWT)         |
| 2015 |                 |                  |                 |                      |             | 10e                   |  | 32e          |  | 13e (UWT)         |
| 2016 |                 |                  |                 | ↑                    |             | 25e                   |  |              |  | 32e (UWT)         |
| 2017 |                 |                  | 21e             | 22e                  | 23e         | 23e                   |  | 27e          |  | 20e (UWT)         |
| 2018 |                 | 77e              | 54e             | 4e                   | 28e         | 6e                    |  | 33e          |  | 42e (UWT)         |
| 2019 |                 |                  |                 |                      |             |                       |  |              |  | 150e (UWR)        |
| 2020 |                 |                  | 15e             |                      | 80e         |                       |  | 24e          |  |                   |
| 2021 |                 |                  |                 | 56e                  |             |                       |  | opgave       |  |                   |
| 2022 |                 |                  | opgave          | 21e                  | 42e         | 9e                    |  |              |  |                   |
| 2023 |                 |                  |                 | 35e                  |             | 64e                   |  | opgave       |  |                   |
| 2024 |                 |                  | opgave          |                      |             |                       |  |              |  |                   |

Urán verliet de Ronde van Italië in 2023 na een positieve test op COVID-19.

### Resultaten in kleinere rondes
| Jaar | Parijs-Nice | Tirreno-Adriatico | Ronde van Catalonië | Ronde van het Baskenland | Ronde van Romandië | Ronde van Californië | Critérium du Dauphiné | Ronde van Zwitserland | Ronde van Polen |
| ---- | ----------- | ----------------- | ------------------- | ------------------------ | ------------------ | -------------------- | --------------------- | --------------------- | --------------- |
| 2007 |             |                   | 40e                 |                          | 59e                |                      |                       | 9e (1)                |                 |
| 2008 |             |                   | ↑                   |                          | 20e                |                      | 37e                   |                       |                 |
| 2009 |             |                   | 13e                 |                          | 5e                 |                      | 54e                   |                       |                 |
| 2010 |             | 14e               |                     | opgave                   |                    |                      |                       | 7e                    |                 |
| 2011 | 29e         |                   | 4e                  | 61e                      |                    |                      | 28e                   |                       |                 |
| 2012 | 12e         |                   | 5e (1)              |                          |                    |                      |                       |                       |                 |
| 2013 |             | 25e               | 28e                 |                          |                    |                      |                       |                       |                 |
| 2014 |             | 31e               | 30e                 |                          | 14e                |                      |                       |                       |                 |
| 2015 |             | ↑                 | 5e                  |                          | 5e                 |                      |                       |                       |                 |
| 2016 |             | 49e               | 10e                 |                          | opgave             |                      |                       |                       | 43e             |
| 2017 |             | 8e                |                     | 9e                       | 21e                |                      |                       |                       |                 |
| 2018 |             | 10e               |                     | opgave                   |                    |                      |                       |                       |                 |
| 2019 | opgave      |                   |                     |                          |                    | 14e                  |                       |                       |                 |
| 2020 |             |                   |                     |                          |                    |                      | 22e                   |                       |                 |
| 2021 |             |                   | 52e                 |                          |                    |                      | ↑ (1)                 |                       |                 |
| 2022 |             | 14e               |                     | 10e                      | opgave             |                      |                       | opgave                |                 |
| 2023 |             |                   | 10e                 | 18e                      |                    |                      |                       | 6e                    |                 |

(*) tussen haakjes aantal individuele etappe-overwinningen

## Ploegen
- 2006 –  Team Tenax Salmilano
- 2007 –  Unibet.com
- 2008 –  Caisse d'Epargne
- 2009 –  Caisse d'Epargne
- 2010 –  Caisse d'Epargne
- 2011 –  Sky ProCycling
- 2012 –  Sky ProCycling
- 2013 –  Sky ProCycling
- 2014 –  Omega Pharma-Quick Step Cycling Team
- 2015 –  Etixx-Quick Step
- 2016 –  Cannondale-Drapac Pro Cycling Team [a]
- 2017 –  Cannondale Drapac Professional Cycling Team
- 2018 –  Team EF Education First-Drapac p/b Cannondale
- 2019 –  EF Education First Pro Cycling
- 2020 –  EF Education First Pro Cycling
- 2021 –  EF Education-Nippo
- 2022 –  EF Education-EasyPost
- 2023 –  EF Education-EasyPost
- 2024 –  EF Education-EasyPost

## Trivia
Tijdens zijn debuut in de Ronde van Frankrijk van 2009 was Urán met zijn 22 jaar de jongste deelnemer.
Baldato ·
Bertuola ·
Bosisio ·
Bossoni ·
Codol ·
Cucinotta ·
De Matteis ·
Ginestri ·
Machado · 
McPartland ·
Murro · 
Pérez ·
Petito ·
Pidhorny · 
Pietropolli ·  
Salerno · 
Urán ·
Ferrari (stagiair)  
Chatoentsev · Carrara · Casper · Cooke · Coyot · Criel · Eichler · Gardeyn · Gołaś · Hunt · Jacobs · Kolesnikov · Larsson · Ljungblad · Pasamontes · Peña · Pronk · Rujano · Scheuneman · Suray · ten Dam · Thijs · Urán · Vandenbergh · Vinther · Wilson · Zanotti · Bideau (stagiair) · Persson (stagiair) · Van Der Schueren (stagiair)
Arroyo ·
Charteau ·
Coyot ·
Drujon ·
Erviti ·
García ·
Gutiérrez ·
Horrach ·
Karpets ·
Lastras ·
López ·
Losada ·
Moreno ·
Pasamontes ·
Patanchon ·
Pereiro ·
F. Pérez ·
M. Pérez ·
Perget ·
Portal ·
Rodríguez ·
Rojas ·
Rujano ·
Sánchez ·
Urán ·
Valverde ·
Zandio
Amador ·
Arroyo ·
Charteau ·
Costa ·
Coyot ·
Drujon ·
Erviti ·
García ·
Gutiérrez ·
Jeannesson ·
Kiryjenka ·
Lastras ·
López ·
Losada ·
Madrazo ·
Moreno ·
Pasamontes ·
Pereiro ·
F. Pérez ·
M. Pérez ·
Perget ·
Portal ·
Rodríguez ·
Rojas ·
Sánchez ·
Urán ·
Valverde ·
Zandio
Amador ·
Arroyo ·
Bruseghin ·
Cobo ·
Costa ·
Coyot ·
Drujon ·
Erviti ·
García ·
Gutiérrez ·
Jeannesson ·
Kiryjenka ·
Lastras ·
López ·
Losada ·
Madrazo ·
Moreau ·
Pasamontes ·
Pérez ·
Perget ·
Plaza ·
Rojas ·
Sánchez ·
Soler ·
Urán ·
Valverde ·
Zandio
Appollonio ·
Arvesen ·
Augustyn ·
Barry ·
Boasson Hagen ·
Carlström ·
Cioni ·
Cummings · 
Downing ·
Dowsett ·
Flecha ·
Froome ·
Gerrans ·
Hayman ·
Henderson ·
Hunt ·
Kennaugh ·
Knees ·
Löfkvist ·
Nordhaug ·
Pauwels ·
Possoni ·
Rogers ·
Stannard ·
Sutton ·
Swift ·
Thomas ·
Urán ·
Wiggins ·
Zandio ·
Puccio (stagiair)
Appollonio ·
Barry ·
Boasson Hagen ·
Cavendish  ·
Eisel ·
Dowsett ·
Flecha ·
Froome ·
Henao ·
Hayman ·
Hunt ·
Kennaugh ·
Knees ·
Löfkvist ·
Nordhaug ·
Pate ·
Porte ·
Puccio ·
Rogers ·
Rowe ·
Siwtsow ·
Stannard ·
Sutton ·
Swift ·
Thomas ·
Urán ·
Wiggins ·
Zandio ·
Martinelli (stagiair) 
Boasson Hagen ·
Boswell ·
Cataldo ·
Dombrowski ·
Eisel ·
Edmondson ·
Froome ·
Henao ·
Hayman ·
Kennaugh ·
Kiryjenka ·
Knees ·
López ·
Pate ·
Porte ·
Puccio ·
Rasch ·
Rowe ·
Siwtsow ·
Stannard ·
Sutton ·
Swift ·
Thomas ·
Tiernan-Locke ·
Urán ·
Wiggins ·
Zandio
Alaphilippe · Bakelants · Boonen · Brambilla · Cavendish · De Gendt · De Weert · Fenn · Gołaś · Keisse · Kwiatkowski  · Maes · Martin   · Meersman · Pauwels · Petacchi · Poels · Renshaw · Serry · Steegmans · Štybar · Terpstra · Trentin · Urán · Vakoč · Vandenbergh · Van Keirsbulck · M. Velits · Vermote · Verona
Alaphilippe · Boonen · Bouet · Brambilla · Cavendish · de la Cruz · Gołaś · Keisse · Kwiatkowski  · Lampaert · Maes · Martin · Meersman · Renshaw · Sabatini · Serry · Štybar · Terpstra · Trentin · Urán · Vakoč · Vandenbergh · Van Keirsbulck · M. Velits · Vermote · Verona · Wisniowski · Contreras (stagiair) · Gaviria (stagiair)
van Baarle · Bauer · Bettiol · Bevin · Breschel · Brown · Cardoso · Clarke · Craddock · Dombrowski · Formolo · Gaimon · Howes · King · Koren · Langeveld · Marangoni · Moser · Mullen · Navardauskas · Rolland · Skjerping · Skujiņš · Slagter · Talansky · Urán · Villella · Wippert · Woods · Zepuntke · Dibben (stagiair)
van Baarle · Bettiol · Bevin · Brown · Canty · Carthy · S. Clarke · W. Clarke · Craddock · Dombrowski · Formolo · Howes · Koren · Langeveld · Mullen · Phinney · Rolland · Scully · Skujiņš · Slagter · Talansky · Urán · Van Asbroeck · Vanmarcke · Villella · Wippert · Woods · Monk (stagiair)
Breschel · Brown · Canty · Cardona · Carthy · S. Clarke · W. Clarke · Craddock · Docker · Dombrowski · Howes · Langeveld · Magnusson · Martínez · McLay · Modolo · Moreno · Owen · Phinney · Rolland · Scully · Urán · Van Asbroeck · Vanmarcke · Woods
Bennett · van den Berg · Bettiol · Breschel · Brown · Caicedo · Carthy · Clarke · Craddock · Docker · Dombrowski · Higuita · Hofland · Howes · Kangert · Langeveld · Martínez · McLay · Modolo · Morton · Owen · Phinney · Scully · Urán · van Garderen · Vanmarcke · Villalobos · Whelan · Woods
Bennett · Bettiol · Caicedo · Carthy · Clarke · Cort · Craddock · Docker · Guerreiro · Halvorsen · Higuita · Hofland · Howes · Kangert · Keukeleire · Langeveld · Martínez · Morton · Owen · Powless · Rutsch · Scully · Urán · Van den Berg · Van Garderen · Vanmarcke · Villalobos (tot 1 augustus) · Whelan · Woods · Bissegger (stagiair)
Arroyave Cañas · Barta · Beppu · Van den Berg · Bettiol · Bissegger · Caicedo · Camargo · Carr · Carthy · Cort · Craddock · Docker · El Fares · Van Garderen tot en met 21 juni · Guerreiro · Higuita · Hofland · Howes · Keukeleire · Langeveld · Morton · Nakane · Owen · Powless · Rutsch · Scully · Urán · Valgren · Whelan
Arroyave Cañas · Bettiol · Bissegger   · Caicedo · Camargo · Carr · Carthy · Cepeda (vanaf 1/8) · Chaves · Cort · Doull · Eiking · Guerreiro · Healy · Howes (tot 31/7) · Keukeleire · Kudus · Langeveld · Morton (tot 31/7) · Nakane · Padun · Piccolo (vanaf 1/8) · Powless · Quinn · Rutsch · Scully · Shaw · Steinhauser · Urán · Valgren · J. van den Berg · M. van den Berg · Wiśniowski
Amador · Bettiol · Bissegger   · Caicedo · Camargo · Carapaz · Carr · Carthy · Cepeda · Chaves · Cort · de Bod · Doull · Eiking · Healy · Honoré · Keukeleire · Kudus · Padun · Piccolo · Powless · Quinn · Rutsch · Scully · Shaw · Steinhauser · Urán · J. van den Berg · M. van den Berg · Wiśniowski · van der Lee (stagiair)
Amador · Beloki · Bettiol(tot 14/8) · Bissegger · Carapaz · Carr · Carthy · Cepeda · Chaves · Costa · de Bod · Doull · Healy · Honoré · Nerurkar · Piccolo(tot 21/6) · Powless · Quinn · Rafferty · Rootkin-Gray · Rutsch · Ryan · Shaw · Steinhauser · Sweeny · Todome · Urán · Valgren · van den Berg · van der Lee · Hlady (stagiair) · Lovidius (stagiair)